# Partido Democrático Kimant
O Partido Democrático de Kimant (também: Kemant, Qemant) é um partido político do povo qemant na Etiópia. 

## Afiliações
Em dezembro de 2019, o Partido Democrático de Kimant se associou a outros nove partidos políticos etíopes, incluindo a Frente de Libertação Oromo, a Frente de Libertação Nacional de Ogaden e o Movimento de Libertação do Povo Gambela, declarando que trabalhariam juntos contra o Partido da Prosperidade para as eleições gerais etíopes, que estavam programadas para ocorrer em 2020.:14
As autoridades  do governo regional de Amhara alegaram em abril de 2021 que o Partido Democrático de Kimant era afiliado à Frente de Libertação do Povo Tigray e ao Exército de Libertação Oromo. 
Em 5 de novembro de 2021, durante a Guerra de Tigray, o Partido Democrático de Kimant e seis outros pequenos grupos declararam a criação de uma coalizão com a Frente de Libertação do Povo Tigray e o Exército de Libertação Oromo chamada Frente Unida das Forças Federalistas e Confederalistas da Etiópia, cujo objetivo declarado era "desmantelar o governo de Abiy pela força ou por negociações, e então formar uma autoridade transitória."

## Ações
Em abril de 2021, os simpatizantes do Partido Democrático de Kimant realizaram uma manifestação de apoio a seu partido em uma cidade de Gondar. A manifestação foi criticada pelas autoridades do governo regional e o partido foi acusado de ser afiliado à Frente de Libertação do Povo Tigray e ao Exército de Libertação Oromo, após o qual desentendimentos verbais levaram a prisões e tiroteios. 